# ТЕС Баншкхалі
21°58′23″ пн. ш. 91°53′27″ сх. д. / 21.97306° пн. ш. 91.89083° сх. д.
ТЕС Баншкхалі – теплова електростанція, що споруджується на південному сході Бангладеш. 
До 2010-х років електроенергетика Бангладеш базувалась на використанні природного газу та нафтопродуктів. Втім, у певний момент стрімке зростання попиту на тлі здорожчання вуглеводневого палива призвела до появи численних проектів вугільних електростанцій, однією з яких стала ТЕС Баншкхалі компанії SS Power. Учасниками останньої є структури S. Alam Group (70 %), а також китайські SEPCOIII Electric Power Construction Corporation та HTG Development Group. 
Станція повинна мати два однотипні конденсаційні енергоблоки потужністю по 660 МВт (чиста потужність 612 МВт), які використовуватимуть технологію суперкритичних параметрів пари. Основне обладнання постачать китайські компанії B&W Beijing (котли) та Dongfang (турбіни та генератори).
Вугілля для роботи ТЕС імпортуватимуть, для чого у складі комплексу станції запланований винесений від берега причал довжиною 175 метрів, сполучений з суходолом містком довжиною 0,5 км. Його безперебійну роботу в умовах мусонного клімату має забезпечувати хвилелам довжиною 4 км.
Видача продукції відбуватиметься по ЛЕП, розрахованій на роботу під напругою 400 кВ.
Первісно запуск станції планувався на весну 2020 року, проте станом на кінець 2020-го готовність проєкту становила лише 40 %, а його введення в експлуатацію тепер планувалось на середину 2022-го. Можливо також відзначити, що в влітку 2020-го уряд Бангладеш розпочав обговорення плану по згортанню будівництва вугільних електростанцій або їх конверсії у газові.
У квітні 2021-го на будівництві спалахнули безлади, викликані затримками із виплатою зарплати. Протестувальники спалили кілька автомобілів, тоді як поліція застосувала вогнепальну зброю та вбила п’ятьох із них.